# Mustersiedlung Ramersdorf
La Mustersiedlung Ramersdorf (lett. «insediamento modello di Ramersdorf») è un complesso residenziale di Monaco di Baviera, sito nel quartiere di Ramersdorf.
Costituisce un esempio tipico di architettura nazista applicata all'edilizia residenziale.

## Storia
In seguito all'instaurazione del regime nazionalsocialista in Germania, l'amministrazione cittadina di Monaco di Baviera incaricò l'architetto Guido Harbers di progettare un «insediamento modello» che rappresentasse il nuovo stile architettonico, da contrapporsi al vecchio stile razionalista tipico della Repubblica di Weimar.
Non casualmente, si scelse per il nuovo complesso residenziale un'area nel quartiere di Ramersdorf, limitrofa al complesso «Neu-Ramersdorf», costruito pochi anni prima proprio in stile razionalista.
L'architetto Harbers curò il piano urbanistico del nuovo complesso residenziale; la progettazione dei singoli edifici venne affidata a diversi architetti.
La costruzione iniziò nel 1933 e si concluse l'anno successivo; nonostante le premesse, l'«insediamento modello» di Ramersdorf destò poco interesse.

## Caratteristiche
L'insediamento è composto di 192 case unifamiliari di 34 diversi tipi, con una superficie compresa fra i 56 e i 129 m² e giardini grandi da 300 a 430 m².